# Tramways des Alpes-Maritimes
Les Tramways des Alpes-Maritimes (TAM) desservaient l'arrière-pays niçois et les villes isolées de ce  département montagneux et côtier. Le réseau donnait correspondance aux Chemins de fer de Provence. 

## Histoire

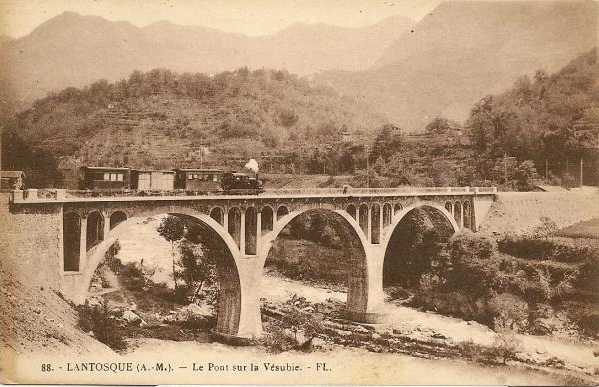
Un viaduc sur la ligne de La Vésubie

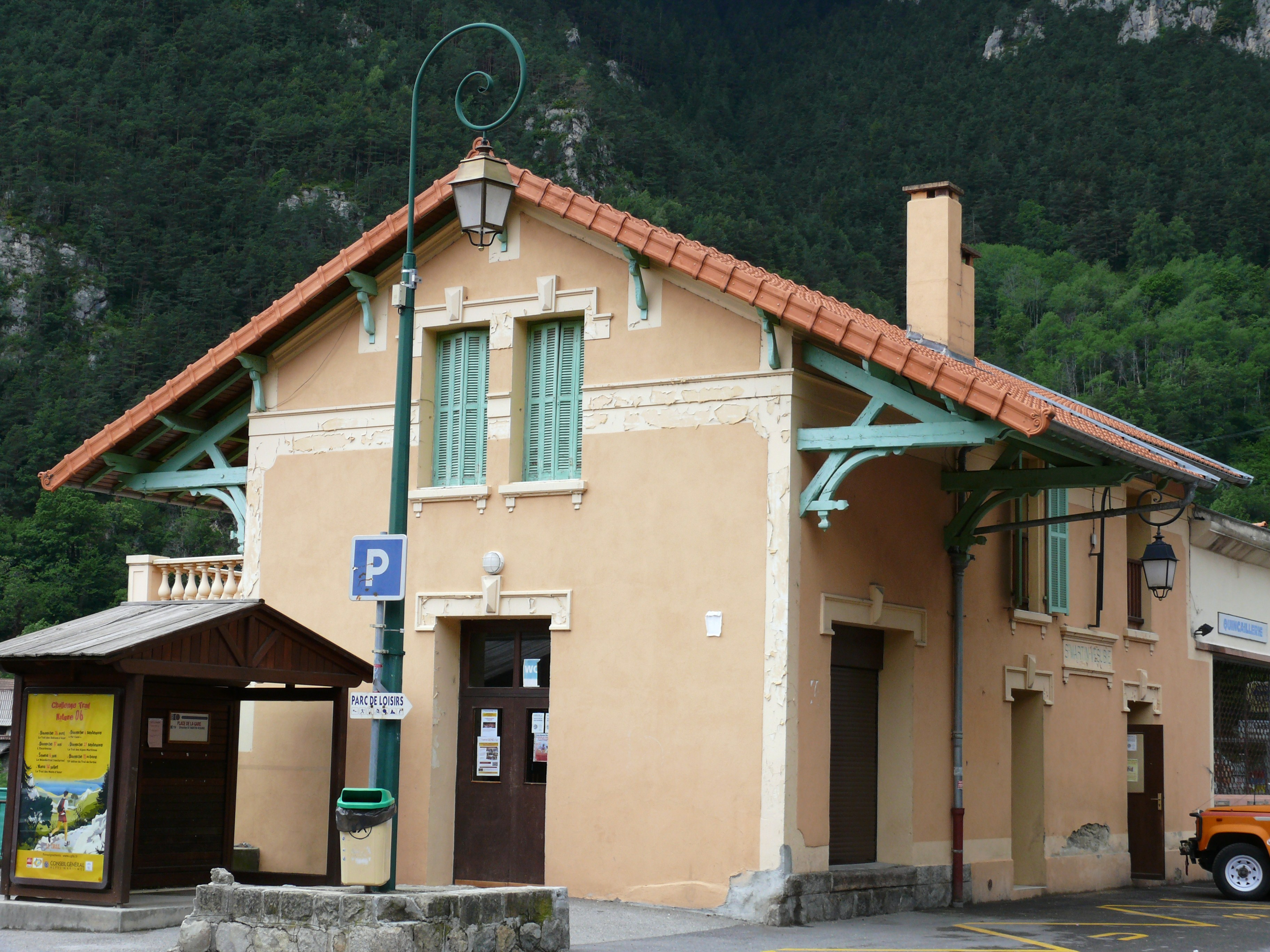
La gare de Saint-Martin-Vésubie

C'est dans le cadre de la création d'un réseau départemental que la concession de 7 lignes de tramways a été attribuée à la compagnie du Sud France. Toutes ces lignes sont déclarées d'utilité publique le 10 février 1906.
Il s'agissait des lignes suivantes 
- La Vésubie (commune de Levens) - Saint-Martin-Vésubie,
- Cagnes - Grasse,
- Cagnes - Vence,
- La Mescla - Saint-Sauveur-sur-Tinée,
- Pont-de-Gueydan - Guillaumes,
- Pont-Charles-Albert - Roquestéron,
- Halte du Loup - Thorenc, (ligne inachevée),

Le service des TAM fut éphémère et s'explique par une concurrence grandissante de l'autocar. Cependant l'exploitation de ces lignes était extrêmement coûteuse. Il en résultait un entretien minimal et des accidents réguliers (tram, rail, talus, etc.). En 1925, la compagnie fait l'objet de grosses difficultés financières qui vont la pousser à fermer plusieurs lignes. La dernière ligne de la Vallée de la Tinée fermera quelques années plus tard et en 1935 aucune n'aura subsisté.

## Caractéristiques
Toutes ces lignes étaient construites à voie métrique et électrifiées en courant monophasé, à la tension de 6600 volts pour une fréquence de 25 hertz. 
Les lignes faisaient l'objet de réelles avancées techniques pour l'époque. Le fait même qu'elles soient électrifiées était un exploit. Elles ont également permis de développer un réseau téléphonique.

## Réseau

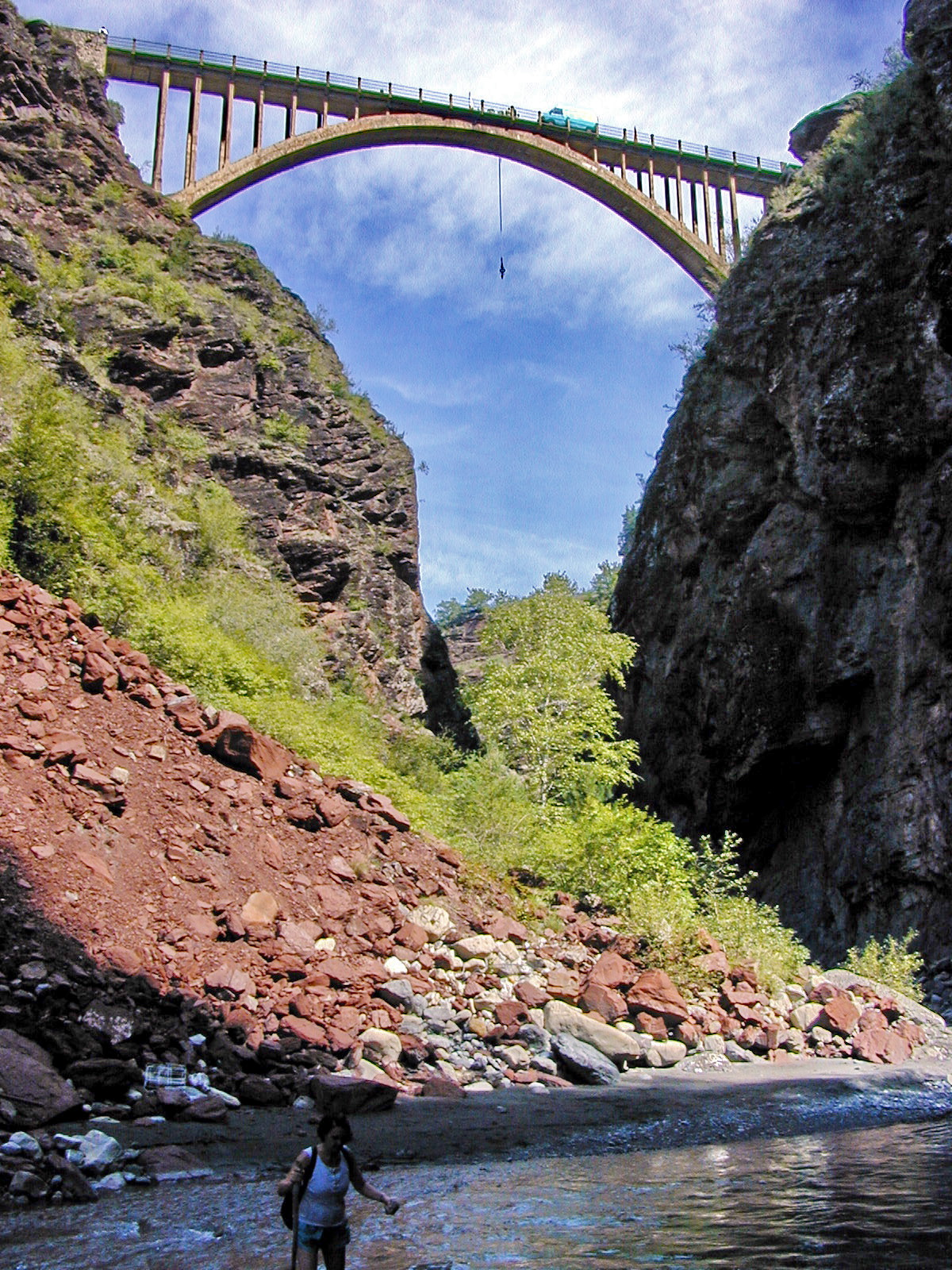
Pont de la mariée, construit pour le tramway, situé au km 16 de la ligne Pont-de-Gueydan - Guillaumes

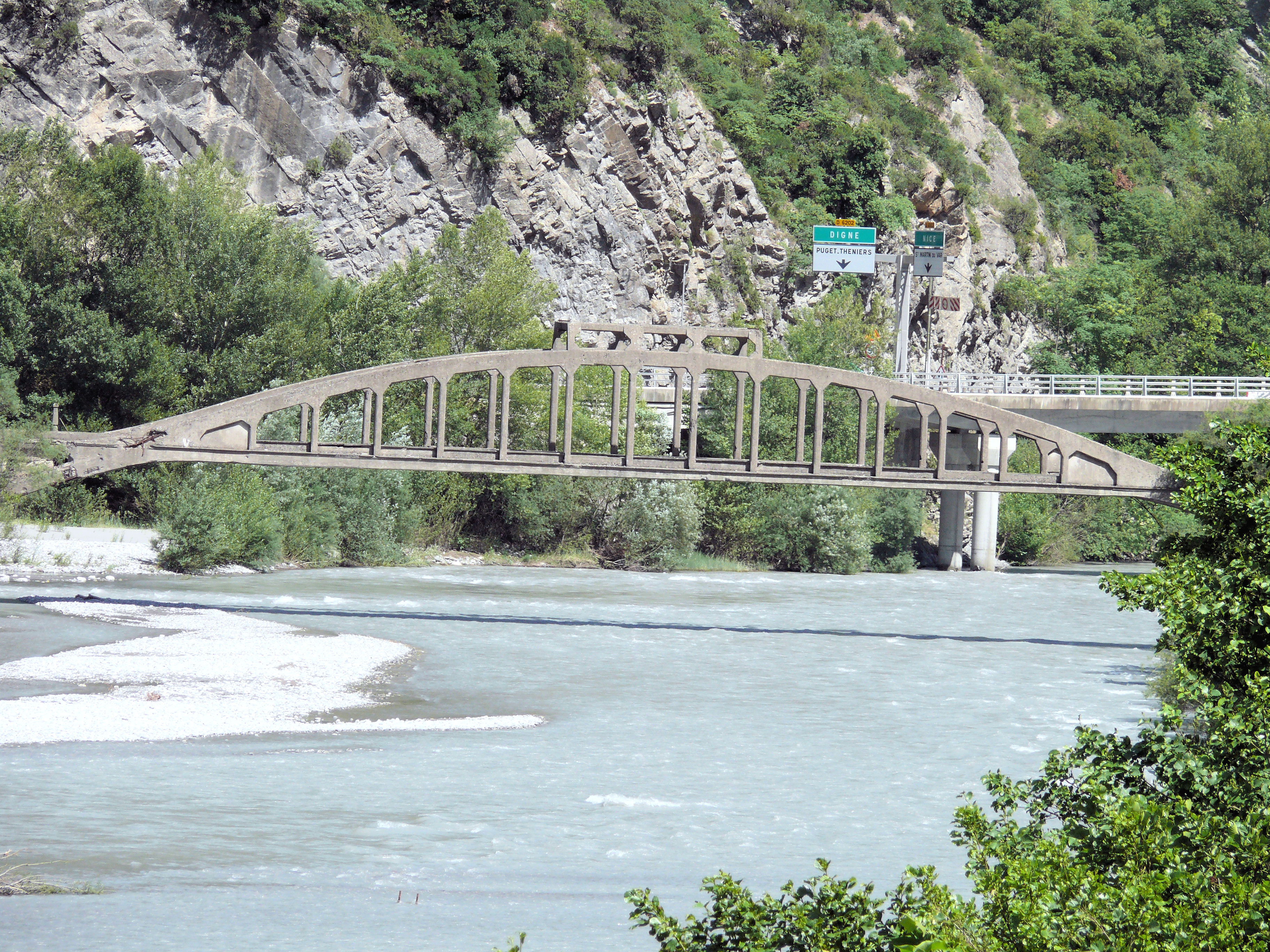
Ancien pont de la Mescla permettant au tramway de la Tinée de franchir le Var. Construit en 1909 suivant les plans de François Hennebique

Le réseau comprenait les lignes suivantes :
- La Vésubie (commune de Levens) - Saint-Martin-Vésubie, 34 km, ouverture le 1er septembre 1909, fermeture 16 avril 1929
- Pont-Charles-Albert - Roquestéron, 29 km, ouverture le 20 septembre 1924, fermeture 16 avril 1929
- Pont-de-Gueydan - Guillaumes, 19 km, ouverture le 29 juillet 1923, fermeture 16 mai 1929
- La Tinée - Saint-Sauveur-sur-Tinée, 27 km, ouverture le 15 avril 1912,  fermeture le 1er juillet 1931
- Cagnes - Grasse, 25 km,

Cagnes - Pré du Lac : ouverture le 30 décembre 1911,  fermeture 16 mai 1929
Pré-du-Lac - Grasse : ouverture le 1er mars 1911, fermeture 16 mai 1929
- Pré-du-Lac - Le Bar-sur-Loup, 3 km, embranché sur Cagnes-Grasse, ouverture le 1er octobre 1912, fermeture 16 mai 1929
- Cagnes - Vence, 12 km, ouverture le 30 décembre 1911,  fermeture le 31 décembre 1932

## Gares de départ
Les points de départ étaient souvent situés dans les gares des Chemins de fer de Provence :
- pour la ligne Nice-Digne :
  - La Vésubie
  - La Tinée
  - Pont-de-Gueydan
- pour la ligne Nice-Meyrargues :
  - Vence
  - Le Bar-sur-Loup
  - Grasse (passage seulement)

Le tram donnait correspondance 
- aux  tramways de Nice et du littoral à Cagnes
- au  PLM à Grasse et à Cagnes.

## Dépôts

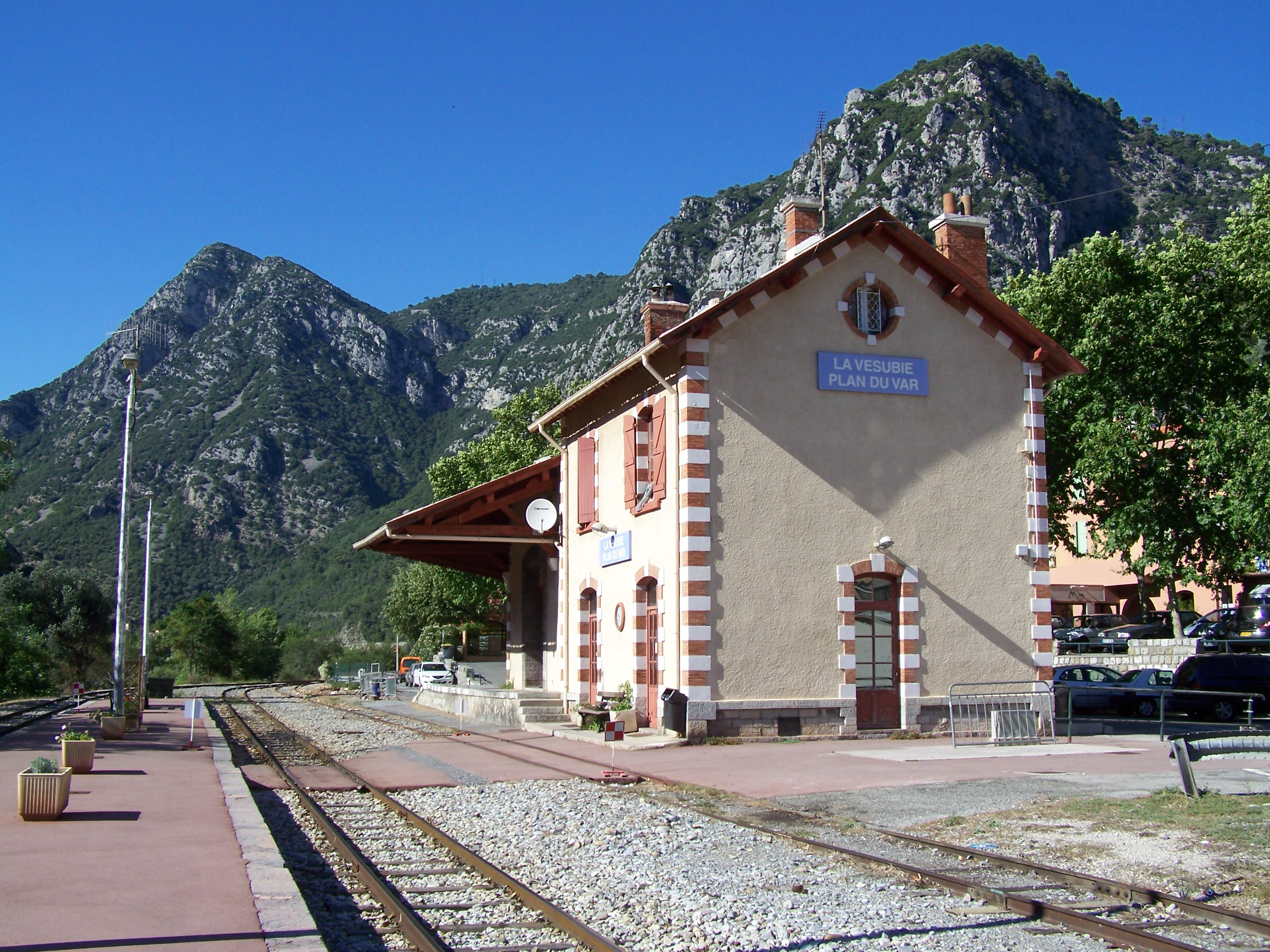
gare de La Vésubie, lieu de départ de la ligne La Vésubie- Saint-Martin-de-Vésubie des Tramways des Alpes Maritimes

Les dépôts se trouvaient sur chaque ligne.
- Cagnes, pour les lignes Cagnes-Vence et Cagnes-Grasse ;
- La Vésubie, pour la ligne de Saint-Martin-de-Vésubie ;
- La Tinée, pour la ligne de Saint-Sauveur-sur-Tinée ;
- Pont-de-Gueydan, pour la ligne de Guillaumès ;
- Pont Charles Albert, pour la ligne de Roquestéron ;
- Le Pré du Lac, pour la ligne du Bar-sur-Loup.

## Matériel roulant

### Matériel moteur à 2 essieux
- motrices de 1re classe: A 101 à 120 (1909)
- motrices de 2e classe: B 201 à 220 (1909)
  - longueur: 7,5 m
  - largeur:1,9 m
  - empattement:1,98 m
  - moteurs: 2 x 55 CV
  - alimentation par archet
  - vitesse maximum 46 km/h

### Matériel moteur à bogies

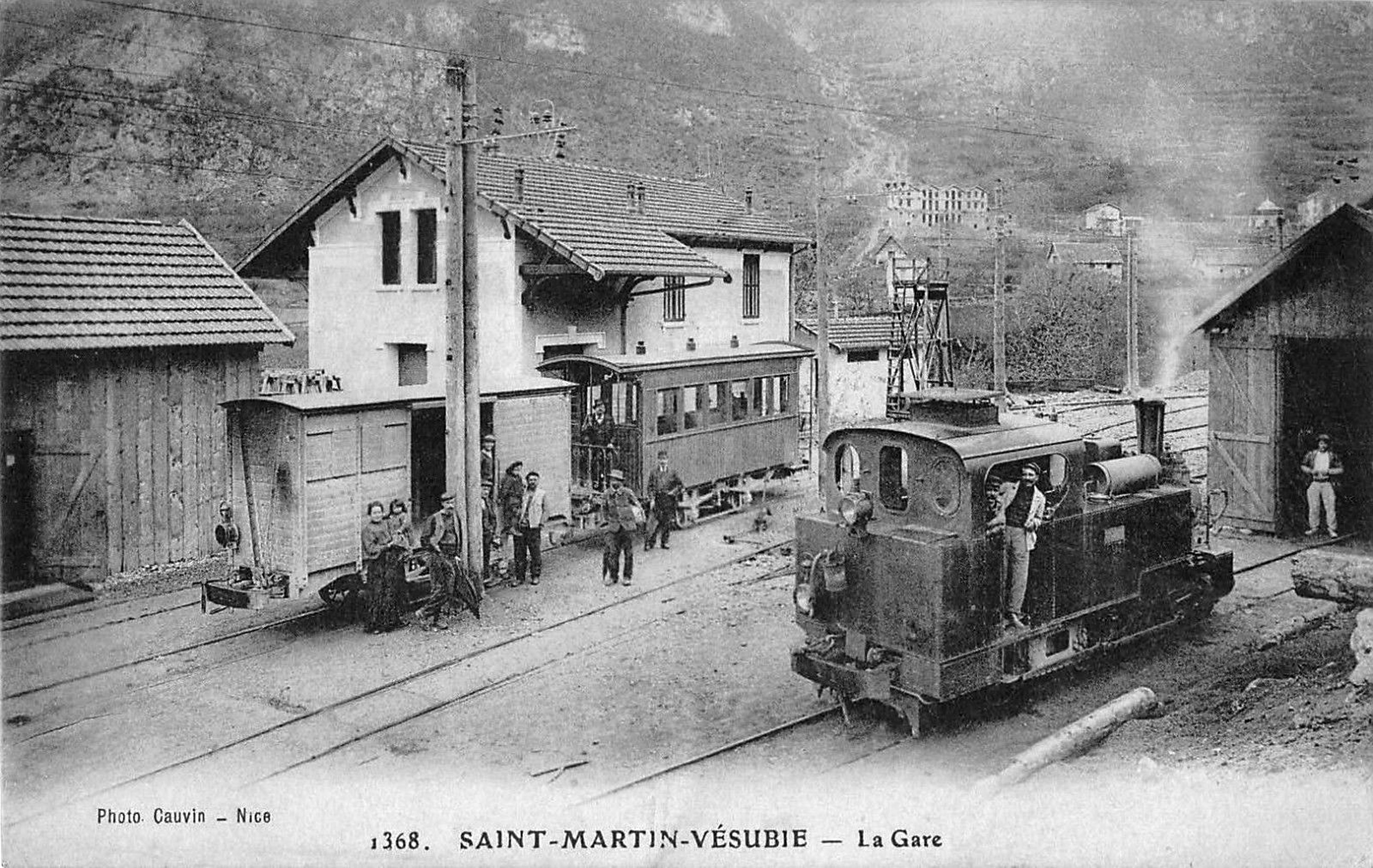
En gare de Saint-Martin-Vésubie avec une locomotive à vapeur.

- motrices de 1re et 2e classe: ABM 151 à 156 (1912)
  - longueur:10,3 m
  - largeur:1,9m
  - entraxe des bogies: 5,05 m
  - empattement: 1,48 m
  - poids: 24 tonnes
  - moteurs: 4 x 75 CV
  - alimentation par pantographe
  - vitesse maximum 55 km/h

### Matériel remorqué à 2 essieux
- voitures pour voyageurs
  - voitures de 1re classe: A 3001 à 3014 (1909)
  - voitures de 2e classe: B 3101 à 3118 (1909)

- Wagons de marchandises

Il existait 83 wagons de marchandises répartis en trois séries:
- 33 wagons couverts
- 31 wagons tombereaux
- 19 wagons plats